# المجلس الأعلى للطاقة (مصر)
المجلس الأعلى للطاقة هو مجلس حكومي مصري يرأسه رئيس مجلس الوزراء يختص بإقرار استراتيجية الطاقة وخطتها العامة والسياسات والآليات اللازمة لترشيدها وكفاءة استخدامها بحيث تتناول الخطة مصادر الطاقة وإنتاجها واستهلاكها بما يتماشى مع متطلبات التنمية المستدامة والخطط الخمسية للتنمية الاقتصادية والاجتماعية، كما يختص بمتابعة تحديث استراتيجيات الطاقة وتنفيذها وإعادة النظر فيها بحد أقصى خمس سنوات أو كلما اقتضى الأمر ذلك.

## التشريعات المنظمة
- قرار رئيس مجلس الوزراء رقم 1093 لسنة 1979.[1]
- قرار رئيس مجلس الوزراء رقم 71 لسنة 1980.[2]
- قرار رئيس مجلس الوزراء رقم 61 لسنة 1981.[3]
- قرار رئيس مجلس الوزراء رقم 1395 لسنة 2006.[4][5]
- قرار رئيس مجلس الوزراء رقم 1502 لسنة 2006.[6]
- قرار رئيس مجلس الوزراء رقم 1546 لسنة 2006.[7]
- قرار رئيس مجلس الوزراء رقم 317 لسنة 2014.[8][9][10]
- قرار رئيس مجلس الوزراء رقم 364 لسنة 2014.[11]
- قرار رئيس مجلس الوزراء رقم 2104 لسنة 2017.[12]
- قرار رئيس مجلس الوزراء رقم 2482 لسنة 2018.[13]

## تشكيل المجلس
يشكل المجلس الأعلى للطاقة برئاسة مجلس الوزراء وعضوية كل من:
- القائد العام للقوات المسلحة وزير الدفاع والإنتاج الحربي.
- وزير الإسكان والمرافق والمجتمعات العمرانية.
- وزير الكهرباء والطاقة المتجددة «مقرر المجلس».
- وزير البيئة.
- وزير الإستثمار والتعاون الدولي.
- وزير البترول والثروة المعدنية.
- وزير التجارة والصناعة.
- وزير المالية.
- وزير قطاع الأعمال العام.
- وزير التخطيط والمتابعة والإصلاح الإداري.
- وزير النقل.
- وزير الدولة للإنتاج الحربي.
- وزير الموارد المائية والري.